# بزرگراه شهید بابایی
بزرگراه شهید عباس بابایی با نام پیشین بزرگراه مدائن و با شماره گذاری بزرگراهی بزرگراه ۲۲ تهران بزرگراهی در شرق و شمال شرق شهر تهران است که به‌صورت شرقی ـ غربی امتداد دارد. این بزرگراه دارای طول تقریبیِ ۱۵ کیلومتر است. این بزرگراه در شرق از سه راه آبعلی آغاز می‌شود و در انتها به تقاطع بزرگراه‌های امام علی و صدر ختم می‌شود. پس از ساخت بزرگراه طبقاتی صدر در سال ۱۳۹۲ ابتدای این بزرگراه پس از پل پاسداران تا بزرگراه امام علی بطول تقریبی ۱.۵ کیلومتر که از سال ۱۳۷۳ با نام بزرگراه شهید بابایی شناخته می شد به دلیل انطباق با پل طبقاتی صدر به طول بزرگراه صدر افزوده شد و ابتدای آن بجای خیابان پاسداران و میدان نوبنیاد از بزرگراه امام علی شروع شده و تغییر نام داد . 
زمان شروع ساخت و عملیات اجرایی آن به سال ۱۳۶۸ برمی گردد و در اواخر اسفند سال ۱۳۷۳ به صورت مستقیم و بدون داشتن دسترسی‌های فعلی به بهره‌برداری رسیده‌است و به مرور زمان در دهه‌های ۷۰ و ۸۰ تکمیل و به صورت اساسی از سال ۱۳۸۵ به بعد بازسازی و اصلاح گردیده‌است. این بزرگراه حدفاصل پل پاسداران تا تقاطع غیر همسطح خیابان استخر مرز میان مناطق یک و چهار شهرداری محسوب و پس از پل استخر بسمت شرق تا انتها به‌طور کامل در محدوده شهرداری منطقه چهار قرار می‌گیرد.
محلاتی و اماکن مهمی که در مجاور این بزرگراه قرار دارند عبارتند از: 
شهرک چمران، اراج، شهرک رجایی (نور)، لویزان، شهرک فلاحی، ازگل، شهرک لویزان یک، شهرک سید الشهداء، شهرک رسولی، جنگل لویزان، باغ پرندگان، ده نارمک،بازار گل و گیاه شهید بابایی، قاسم‌آباد، بوستان یاس فاطمی (شمالی، جنوبی)، شهرک پارس، قنات كوثر، مجید آباد، استخر، شهرک کاج، شهرک کوثر، شهرک البرز، شهرک بهشتی، شهرک دانشگاه امام حسین (ع)، حکیمیه، شهرک امام خمینی، اراضی تلو.

## خطوط حمل و نقل عمومی
یکی از شاخص‌های توسعه و فرهنگ بالا در شهرهای امروزی استفاده بیشتر شهروندان هر محله از حمل و نقل عمومی (مترو، اتوبوس) و عدم استفاده از خودروی شخصی می‌باشد. اگر در محله‌ای اتوبوس‌ها خالی باشند و به اصطلاح استقبال از آن بالا نباشد و استفاده از خودروهای شخصی به هر عذر و دلیل متصور در آن بالا باشد، آن محله مدرن نیست و فرهنگ پایینی در آنجا حاکم است.
در این بزرگراه خط اتوبوس ۲۱۴ حکیمیه (پایانه افق) به پایانه شهید دستواره (معصومی) و متروی نوبنیاد از اصلی‌ترین و طولانی‌ترین خطوط دایر بزرگراه می‌باشد. در ابتدای بزرگراه شهید بابایی یعنی تقاطع بزرگراه امام علی خط ۳۸۷ (میدان قدس به میدان رسالت) در مسیر برگشت از بزرگراه صدر دایر می باشد و از بزرگراه امام علی (ع) بسمت جنوب و میدان رسالت تردد دارد. در محدوده لویزان خط ۲۱۶ (شهرک شهید محلاتی به پایانه علم و صنعت) حدفاصل بلوار نیروی زمینی تا بلوار هنگام دایر و در بخش شرقی این بزرگراه خط ۴۰۱ (دانشگاه امام حسین (ع) به پایانه علم و صنعت) فعال می‌باشد.
در ضمن خط اتوبوس برون‌شهری پایانه شهید دستواره (معصومی) به شهر جدید پردیس در مسیر متروی نوبنیاد ، بزرگراه شهید بابایی ، تقاطع پل بلوار نیروی زمینی ارتش یا لویزان، ادامه بزرگراه بابایی، آزادراه تهران - پردیس ، شهر جدید پردیس ( میدان امام خمینی- میدان عدالت - فاز ۳ و ۴ ) تردد دارد .

## تقاطع‌ها
| پارک ملی خجیر |                                      |
| سه راه آبعلی  | جاده ۷۷ (جاده هراز) · بزرگراه یاسینی |
|               | آزادراه تهران-پردیس                  |
|               | شهرک امام خمینی (وزارت دفاع)         |
|               | تیپ امنیتی آل محمد                   |
|               | جاده تلو                             |
|               | دانشگاه امام حسین                    |
|               | خیابان چمن آرا                       |
|               | بلوار استخر                          |
|               | بوستان جنگلی یاس                     |
|               | بزرگراه باقری                        |
|               | خیابان کوهستان باغ پرندگان تهران     |
|               | دانشگاه عالی دفاع ملی                |
|               | بوستان جنگلی لویزان                  |
|               | خیابان هنگام                         |
|               | خیابان نیروی زمینی                   |
|               | خیابان نوبهار                        |
|               | بزرگراه صدر پل صدر بزرگراه امام علی  |
| غرب به شرق    |                                      |